# 21. travnja
21. travnja (21. 4.) 111. je dan godine po gregorijanskom kalendaru (112. u prijestupnoj godini).
Do kraja godine imaju još 254 dana.

## Događaji
- 753. godine prije Krista – Romul osniva Rim. Početak povijesti Rimskog imperija.
- 1500. – Portugalski moreplovac Pedro Alvares Cabral pristao uz obale Brazila i proglasio ga portugalskim područjem.
- 1836. – Teksaške snage pod vodstvom Sama Houstona porazile generala Antonija Lópeza de Santa Anna i njegove meksičke trupe u bitki kod San Jacinta, odlučnoj bitki u teksaškoj revoluciji.
- 1944. – Prvi partizanski desant na južnom Jadranu.
- 1944. – Žene u Francuskoj dobile pravo glasa.
- 1956. – Elvis Presley prvi put na prvom mjestu top-ljestvica.
- 1966. – Etiopski car Haile Selassie I. posjetio Jamajku, gdje ga je pozdravilo više od stotinu tisuća rastafarijanaca.
- 1970. – Hutt River Province "odcijepila se" od Australije.
- 1985. – Vozač utrka Ayrton Senna osvojio prvu od 41 utrke Formule 1 na Velikoj nagradi Portugala u Estorilu, Portugal.
- 1989. – Na tržištu se pojavila prva inačica Game Boya.
- 2025. - Preminuo papa Franjo.

| - 1488. – Ulrich von Hutten, njemački humanist i pjesnik († 1523.) - 1555. – Lodovico Caracci, talijanski slikar († 1619.) - 1864. – Max Weber, njemački sociolog i filozof († 1920.) - 1896. – Ante Šercer, hrvatski liječnik († 1968.) - 1915. – Anthony Quinn, američki glumac († 2001.) - 1926. – Elizabeta II., kraljica Velike Britanije († 2022.) - 1960. – Ivan Gudelj, hrvatski nogometaš - 1961. – Mladen Horvat, hrvatski glumac i komičar († 2025.) - 1968. – Branka Slavica, hrvatska televizijska novinarka - 1972. – Severina Vučković, hrvatska pjevačica - 1980. – Tony Romo, NFL igrač - 2003. – Xavi Simons, nizozemski nogometaš | - 1109. – Anselmo Canterburyjski, talijanski svetac (* 1033.) - 1142. – Petar Abelard, francuski filozof (* 1079.) - 1736. – Eugen Savojski, austrijski vojskovođa i državnik (* 1663.) - 1895. – Franz von Suppè, austrijski skladatelj (* 1819.) - 1910. – Mark Twain, američki književnik (* 1835.) - 1924. – Eleonora Giulia Amelie Duse, talijanska glumica (* 1858.) - 1980. – Aleksandar Oparin, ruski biokemičar (* 1894.) - 2004. – Sunčana Škrinjarić, hrvatska književnica (* 1931.) - 2016. – Prince, američki glazbenik (* 1958.) - 2025. – Franjo, papa Katoličke Crkve (* 1936.) |